# إستر وونغ
إستر وونغ (بالإنجليزية: Esther Wong) هي مروجة موسيقى صينية، ولدت في 13 أغسطس 1917 في شانغهاي في الصين، وتوفيت في 14 أغسطس 2005 في لوس أنجلوس في الولايات المتحدة بسبب سرطان الرئة.